# Bellosguardo (Campania)
Bellosguardo  község (comune) Olaszország Campania régiójában, Salerno megyében.

## Fekvése
A Cilento és Vallo di Diano Nemzeti Park területén fekszik. Határai: Aquara, Corleto Monforte, Felitto, Laurino, Ottati, Roscigno és Sant’Angelo a Fasanella.

## Története
A település eredetére vonatkozóan nincsenek pontos adatok, valószínűleg paestumi lakosok alapították. 

## Népessége
A népesség számának alakulása:

## Főbb látnivalói
- Santa Maria delle Grazie-templom
- San Francesco-templom
- San Michele-templom